# دودو أهارون
دودو أهارون (بالعبرية: דודו אהרון) (بالأحرف اللاتينية Dudu Aharon) مولود في إسرائيل عام 1984 هو مغني إسرائيلي في موسيقى مزراحي اليهودية الشرقية. دودو أهارون من أصول يمنية يهودية.
يعتبر أهارون واحدا من أبرع فناني هذا النوع من الموسيقى العبرية الشرقية وله عدة ألبومات ابتداء من 2007 كما شارك بعدة برامج لتلفزيون الواقع أهمها Live in LA LA Land

## روابط خارجية
- دودو أهارون على موقع IMDb (الإنجليزية)
- دودو أهارون على موقع ميوزك برينز (الإنجليزية)
- دودو أهارون على موقع ميوزك برينز (الإنجليزية)
- دودو أهارون على موقع ديسكوغز (الإنجليزية)
- دودو أهارون على موقع قاعدة بيانات الفيلم (الإنجليزية)